# اسپای (پنسیلوانیا)
اسپای (به انگلیسی: Espy) یک منطقهٔ مسکونی در ایالات متحده آمریکا است که در شهرستان کلمبیا، پنسیلوانیا واقع شده‌است. اسپای ۲٫۹ کیلومتر مربع مساحت و ۱٬۶۴۲ نفر جمعیت دارد و ۱۴۶٫۳۱ متر بالاتر از سطح دریا واقع شده‌است.